# 두레생산자회
두레생산자회는 친환경농산물 생산자와 소비자의 유기적인 결합을 바탕으로 친환경농업을 확대하여 안전한 먹을거리를 생산, 유통함으로써 지역생명운동을 실천하고, 생산자의 경제적 지위를 향상 목적으로 2008년 5월 1일 설립된 대한민국 농림수산식품부 소관의 사단법인이다. 사무실은 서울특별시 영등포구 영등포동4가 82번지 송호빌딩 1층
에 있다.

## 주요 사업
- 친환경농산물과 그 가공품의 생산 및 유통에 대한 지원
- 친환경순환농업 육성을 위한 생산지 활동의 지원
- 제반사업을 위한 조직, 교육, 홍보, 조사 및 연구활동 등